# Аминов, Зариф Хурамшович
Зариф Хурамшович Аминов (1916—1974) — советский военнослужащий. В Рабоче-крестьянской Красной Армии служил в 1937—1939, 1939—1940 и 1941—1945 годах. Воинская специальность — артиллерист. Участник Советско-финской и Великой Отечественной войн. Полный кавалер ордена Славы. Воинское звание на момент демобилизации — гвардии старшина.

## Биография

### До Великой Отечественной войны
Зариф Хурамшович (Хурамшинович) Аминов родился 14 декабря 1916 года в селе Султанай Осинского уезда Пермской губернии Российской империи (ныне село Бардымского района Пермского края Российской Федерации) в крестьянской семье Хурамши и Сабиры Аминовых вторым из пяти детей. Башкир. Окончил 5 классов неполной средней школы. Трудовую деятельность начал в колхозе «Красный партизан».
В 1937 году Бардымским районным военкоматом Пермской области З. Х. Аминов был призван на военную службу. В армии Зариф Хурамшович освоил воинскую специальность артиллериста. После демобилизации вернулся в родное село, однако в связи с началом Советско-финской войны по частичной мобилизации вновь был призван в РККА. С декабря 1939 года З. Х. Аминов участвовал в боях на Карельском перешейке. За мужество и отвагу, проявленные при прорыве линии Маннергейма, был награждён орденом Красного Знамени. После завершения Зимней войны Зариф Хурамшович вернулся на малую родину. Работал учётчиком в тракторной бригаде на машинно-тракторной станции. Однако его мирный труд длился недолго. В августе 1941 года артиллерист-орденоносец ушёл на фронт.

### От Днепра до Курской дуги
Боевой путь младший командир З. Х. Аминов начал на Юго-Западном фронте в должности командира артиллерийского орудия 807-го стрелкового полка 304-й стрелковой дивизии 38-й армии. Участвовал в обороне Киева, оборонительных боях под Харьковом. После прорыва немецко-фашистских войск к Дону в июле 1942 года 304-я стрелковая дивизия была переброшена в район Сталинграда, где с августа 1942 года вела боевые действия в составе 21-й и 65-й армий Юго-Западного и Донского фронтов. Дивизия, в которой служил З. Х. Аминов, вела ожесточённые бои за плацдарм на правом берегу реки Дон в районе станицы Клетской, который сыграл важную роль в успехе операции «Уран». Сам Зариф Хурамшович в начале советского контрнаступления под Сталинградом был ранен и эвакуирован в госпиталь. В свою часть, за отличие в боях преобразованную в 196-й гвардейский стрелковый полк 67-й гвардейской стрелковой дивизии, он вернулся, когда почти все очаги сопротивления немецких войск в Сталинграде были подавлены. 
 В начале марта 1943 года 67-я гвардейская стрелковая дивизия в составе 21-й армии (с 16 апреля 1943 года — 6-я гвардейская армия) была переброшена на Курскую дугу. В июле 1943 года гвардии сержант З. Х. Аминов сражался в Курской битве. Его артиллерийский расчёт отражал натиск немецких танков и пехоты в районе посёлка Драгунское, оборонял шоссе Белгород—Курск у Яковлево и Обояни. В начале августа 1943 года Зариф Хурамшович был ранен в бою под Томаровкой и почти на месяц выбыл из строя.

### Орден Славы III степени
В конце сентября 1943 года 6-я гвардейская армия была переброшена в район Торжка Калининской области. Затем до середины октября находилась в резерве Брянского (с 20 октября 1943 года — 2-го Прибалтийского) фронта. 20 октября армия заняла позиции северо-западнее Невеля, где вела оборонительные бои до начала 1944 года. С началом Ленинградско-Новгородской операции части армии перешли в наступление. В этих боях особенно отличился артиллерийский расчёт гвардии старшего сержанта З. Х. Аминова. В зоне действия 67-й гвардейской стрелковой дивизии противник имел хорошо оборудованные в инженерном плане позиции и оказывал ожесточённое сопротивление. Сопровождавшим свои стрелковые соединения артиллеристам часто приходилось выкатывать свои орудия на открытую позицию и подавлять огневые средства врага. 23 января 1944 года в районе деревни Коробцево Новосокольнического района несмотря на ураганный огонь противника гвардии старший сержант Аминов со своим расчётом находился непосредственно в боевых порядках пехоты и оказывал ей артиллерийскую поддержку. Будучи ранен, Зариф Хурамшович не покинул поля боя и продолжал руководить боевой работой своих бойцов. В этом бою его расчёт уничтожил 3 повозки с боеприпасами и около 15 вражеских солдат. За проявленные доблесть и мужество приказом от 14 февраля 1944 года гвардии старший сержант З. Х. Аминов был награждён орденом Славы 3-й степени (№ 37235).

### Орден Славы II степени
Ранение оказалось нетяжёлым, и Зариф Хурамшович скоро вернулся в строй. До мая 1944 года его 67-я гвардейская стрелковая дивизия в составе 6-й гвардейской армии вела позиционные бои на 1-м Прибалтийском фронте между озёрами Свибло и Нещердо. Затем она была отведена в резерв фронта для подготовки к предстоявшему крупномасштабному наступлению Красной Армии в Белоруссии. В рамках Витебско-Оршанской операции стратегического плана «Багратион» 23-му гвардейскому стрелковому корпусу, в состав которого входила дивизия, предстояло прорвать сильно укреплённую и глубокоэшелонированную оборону противника, и соединившись с частями 39-й армии 3-го Белорусского фронта, сомкнуть кольцо вокруг витебской группировки противника. 22 июня 1944 года в бою за деревню Сиротино Шумилинского района Витебской области гвардии старший сержант З. Х. Аминов со своим расчётом под шквальным огнём противника выдвинул своё 45-миллиметровое орудие на прямую наводку и прицельным огнём уничтожил две вражеские пулемётные точки, чем дал возможность стрелковой роте без потерь овладеть опорным пунктом немецкой обороны.
Частям корпуса удалось прорвать оборонительные порядки немцев на узком двухкилометровом участке фронта и выполнить поставленную боевую задачу, в результате чего пять дивизий 3-й танковой армии вермахта оказались в кольце окружения. Развивая успех, части 67-й гвардейской стрелковой дивизии устремились к Западной Двине. Одним из первых 25 июня реки в районе населённого пункта Бешенковичи достиг расчёт гвардии старшего сержанта Аминова. Организовав переправу орудия, Зариф Хурамшвич сам переплыл водную преграду на бревне. Быстро заняв огневую позицию, расчёт Аминова дал возможность успешно форсировать реку 1-му стрелковому батальону своего полка. 28 июня в бою за деревню Крыди при отражении контратаки противника Зариф Хурамшович своевременно заметил небольшую группу немцев, сумевших близко подобраться к его орудию, и огнём из личного оружия уничтожил двух вражеских солдат. За отличие в Витебско-Оршанской операции приказом от 31 июля 1944 года гвардии старший сержант З. Х. Аминов был награждён орденом Славы 2-й степени (№ 3827).

### Орден Славы I степени
Красная Армия стремительно продвигались на запад, ломая сопротивление врага. 29 июня 1944 года войска 1-го Прибалтийского фронта без оперативной паузы начали Полоцкую операцию. 67-я гвардейская стрелковая дивизия вела наступление параллельно левому берегу Западной Двины на Полоцк. Перед 196-м гвардейским стрелковым полком была поставлена задача выйти на шоссейную и железную дороги Полоцк—Вильнюс в районе населённого пункта Горчаки и отрезать противнику пути отступления. Незадолго до рассвета 29 июня расчёт гвардии старшего сержанта З. Х. Аминова на руках перетащил своё орудие через болото и занял позицию на склоне небольшой возвышенности, с которой открывался хороший обзор на позиции немцев. Как только рассвело, артиллеристы открыли ураганный огонь по врагу, что явилось для него полной неожиданностью. Прицельными выстрелами бойцы Аминова уничтожили 3 легковые автомашины, два армейских тягача и миномёт вместе с прислугой. Опомнившись, немцы пошли в контратаку на расчёт Аминова, но гвардейцы-артиллеристы не дрогнули. Огнём из пушки и личного оружия они истребили около 20 солдат неприятеля. Лично гвардии старший сержант Аминов из автомата уничтожил 6 немцев. Отважными действиями расчёт Аминова не только нанёс существенный урон врагу, но и отвлёк на себя его внимание и значительные силы. Это позволило стрелковым подразделениям успешно выполнить поставленную боевую задачу. За «исключительную храбрость», проявленную в бою, командир полка гвардии подполковник Г. Ф. Шляпин представил гвардии старшего сержанта З. Х. Аминова к высшей степени ордена Славы. Указом Президиума Верховного Совета СССР от 24 марта 1945 года Зариф Хурамшович был награждён орденом Славы 1-й степени (№ 1531).

### Дальнейшая служба
В августе 1944 года в боях на территории Литвы гвардии старший сержант З. Х. Аминов был тяжело ранен и на полтора месяца выбыл из строя. После возвращения из госпиталя Зариф Хурамшович в штабе 6-й гвардейской армии получил назначение в 4-ю пушечную артиллерийскую бригаду, в составе которой воевал до конца войны в должности командира артиллерийского орудия. Зариф Хурамшович принимал участие в освобождении восточных районов Латвии и блокаде Курляндской группировки противника. В конце войны он удостоился особой чести — права сфотографироваться на фоне развёрнутого боевого знамени части. В ночь на 9 мая 1945 года немецкие войска на Курляндском полуострове сложили оружие.

### После войны
После окончания Великой Отечественной войны З. Х. Аминов оставался на военной службе до осени. Демобилизовавшись в ноябре 1945 года в звании гвардии старшины, он вернулся в Султанай. Работал в колхозе учётчиком полевой бригады. В 1953 году Зариф Хурамшович переехал в село Новый Ашап. Трудился учётчиком тракторной бригады в колхозе «Труд». Умер Зариф Хурамшович 1 сентября 1974 года на пятьдесят восьмом году жизни. Похоронен на кладбище села Новый Ашап Бардымского района Пермского края.

## Награды
- Орден Красного Знамени (07.04.1940).
- Орден Славы 1-й степени (24.03.1945)[8].
- Орден Славы 2-й степени (31.07.1944)[7].
- Орден Славы 3-й степени (14.02.1944)[10].
- Медали.

## Память
- Именем З. Х. Аминова названы улицы в сёлах Новый Ашап (1989), Барда (1998) и Султанай (2016) Пермского края[13].
- В 2015 году имя полного кавалера ордена Славы З. Х. Аминова было увековечено на Мемориале Памяти на площади Победы в селе Барда[14].
- В 2016 году в Селе Султанай был установлен бюст Зарифа Аминова[15].

## Документы
- Общедоступный электронный банк документов «Подвиг Народа в Великой Отечественной войне 1941—1945 гг.» Дата обращения: 16 февраля 2014. Архивировано из оригинала 13 марта 2012 года. номера в базе данных:

Орден Славы 1-й степени (архивный реквизит 46570635).
Указ Президиума Верховного Совета СССР от 24 марта 1945 года (архивный реквизит 46801358).
Список награждённых указом Президиума Верховного Совета СССР от 24 марта 1945 года (архивный реквизит 46801756).
Орден Славы 2-й степени (архивный реквизит 32525805).
Орден Славы 3-й степени (архивный реквизит 21971864).